# ليب و هيب
ليب & هيب هي أغنية سجلتها المغنية ومغنية الراب وكاتبة الأغاني هيونا، تم إصدارها كأغنية منفردة مِن قِبل كيوب إنترتينمنت في 4 ديسمبر 2017، وتم توزيعها بواسطة لوين إنترتينمنت[بحاجة لمصدر]

## انظر أيضًا

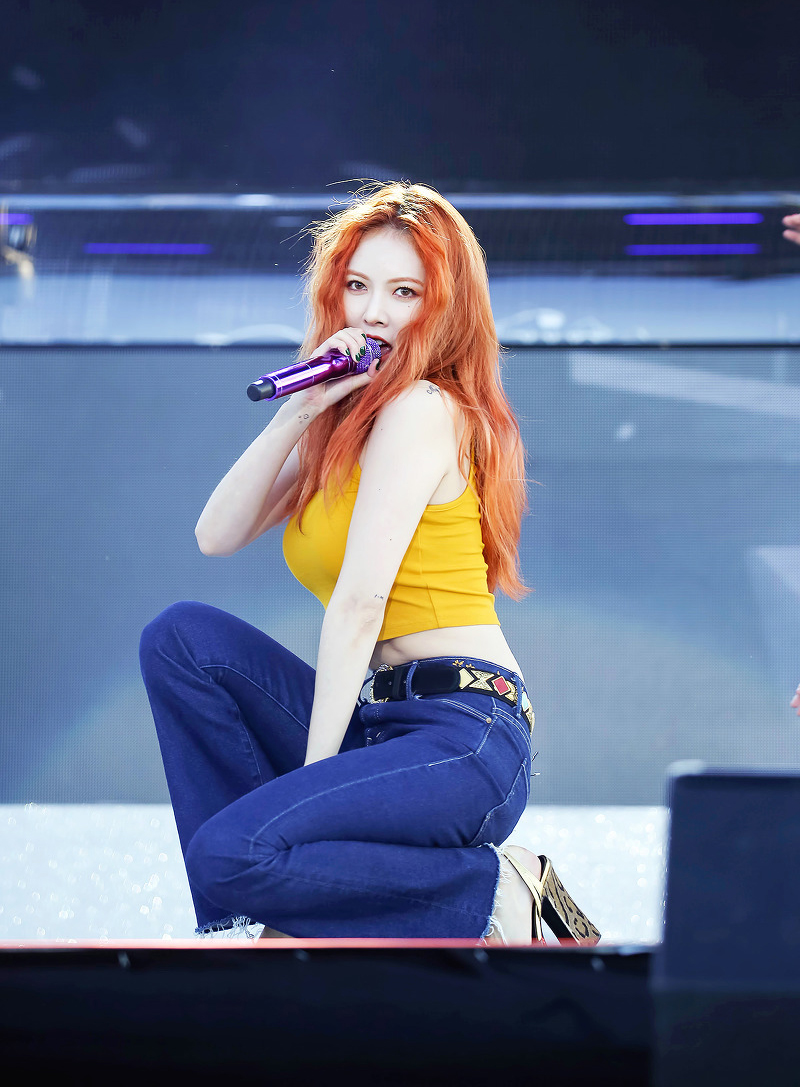

## التأليف
تمت كتابة «هيب آند هيب» من قبل هيونا و سكوت و بيق سانشو و سون يونغ جين ، وقد وصفها مجلة بيلبيورد كأغنية رقص تتميز بإيقاعات EDM والهيب هوب البارزة.

## الخلفية والإصدار
في 21 نوفمبر ، كشف كيوب إنترتينمنت أن المغنية ستصدر أغنية جديدة في 4 ديسمبر ، مضيفًا أن ظهورها في البرامج الموسيقية لا يزال قيد المناقشة.  في 27 نوفمبر ، كشفت مغنية الراب من خلال بث على V Live ، أن الأغنية كانت بفضل معجبيها في الذكرى السنوية العاشرة لها منذ بداية مهنتها كمغنية لأول مرة. وكشفت أيضًا أن أسلوب الموسيقى والموضة سيكون مختلفًا عن أغنيتها السابقة «بيب» ، التي تم إصدارها قبل بضعة أشهر في ذلك الوقت ، بعد بضعة أيام ، تم نشر صور ترويجية مع تعليق على الأغنية باسم «ثانكس منفردة» (ThanX Single) ، في 29 نوفمبر ، أفيد أن المغنية ستحضر حفل جوائز مل وان ميوزيك أوورد لعام 2017 وأنها ستؤدي أغنيتها الجديدة ، قبل يومين من الإصدار الرسمي للأغنبة.
تم إصدار الأغنية من خلال العديد من البوابات الموسيقية في 4 ديسمبر 2017 ، بما في ذلك في تطبيق MelOnin في كوريا الجنوبية و تطبيق iTunes في جميع أنحاء العالم.

## فيديو موسيقي
تم إصدار إعلان تشويقي بالفيديو الموسيقي في 1 ديسمبر. تم إصدار الفيديو الموسيقي الرسمي بالتزامن مع الأغنية في 4 ديسمبر. وقد وصفته مجلة بيلبيورد  بأنه «أحد أكثر المقاطع الإيحائية من موسيقى البوب الكوري في بعض الوقت ، حيث تأخذ المغنية ملكية العاطفة الأنثوية من خلال رواية دقيقة عن بلوغ سن الرشد».
أخرج Lumpens الفيديو الموسيقي.

## العروض المباشرة
عرضت هيونا الأغنية لأول مرة في جوائز Melon Music Awards لعام 2017 في 2 ديسمبر 2017 ، قبل يومين من الإصدار الرسمي للأغنية.
بدأت العروض الترويجية في Music Bank في 8 ديسمبر. واستمرت في عرض MBC! Music Core في 9 ديسمبر و InkSayo في 10 ديسمبر.

## الأداء التجاري
ظهرت الاغنية لأول مرة ووصلت في المرتبة 16 على مخطط Gaon الرقمي ، مع بيع 61،108 تنزيلات و 1،483،409 وإستماع. في أسبوعها الثاني انخفضت الأغنية إلى المرتبة 42 مع مبيعات 32،821 تنزيل و 1،435،211 إستماع. كما ظهرت لأول مرة ووصلن في المرتبة 35 على مخطط Kpop Hot 100،  في أسبوعها الثاني  انخفضت الأغنية إلى المرتبة 36.
النسخة المادية للأغنية ، ظهرت لأول مرة ووصلت في المرتبة 14 على مخطط فئة ألبومات Gaon.

## الاستخدام في الميديا
تم تشغيل الأغنية في البرنامج التلفزيوني الأمريكي الناجح نوع جريئة ، خلال الحلقة السابعة من الموسم الثاني.